# ستراژ ناد اوهری
ستراژ ناد اوهری (به لاتین: Stráž nad Ohří) یک منطقهٔ مسکونی در جمهوری چک است که در ناحیه کارلووی واری واقع شده‌است. ستراژ ناد اوهری ۲۸٫۹۷ کیلومتر مربع مساحت و ۶۲۱ نفر جمعیت دارد و ۳۲۸ متر بالاتر از سطح دریا واقع شده‌است.